# 15 Leonis Minoris
15 Leonis Majoris, som är stjärnans Flamsteed-beteckning, är en ensam stjärna belägen i den mellersta delen av stjärnbilden Stora björnen. Trots dess Flamsteed-beteckning tillhör den inte Lilla lejonets stjärnbild. Den ligger på gränsen mellan stjärnbilderna och fick byta tillhörighet vid översynen av gränser mellan stjärnbilderna år 1930 och benämns sedan bytet av stjärnbild ofta HR 3881. Den har en skenbar magnitud på ca 5,12 och är svagt synlig för blotta ögat där ljusföroreningar ej förekommer. Baserat på parallaxmätning inom Hipparcosuppdraget på ca 54,4 mas, beräknas den befinna sig på ett avstånd på ca 60 ljusår (ca 18,5 parsek) från solen Den rör sig bort från solen med en heliocentrisk radialhastighet av ca 5 km/s.

## Egenskaper
15 Leonis Minoris är en gul stjärna i huvudserien av spektralklass G0 IV-V vilket betyder att den är en äldre stjärna av spektraltyp G som kan utvecklas till en underjätte när förrådet av väte i dess kärna förbrukats. Den har en massa som är ca 1,2 solmassor, en radie, som baserat på stjärnans vinkeldiameter på 0,81 ± 0,01 mas beräknats till ca 1,6 solradier och utsänder ca 2,9 gånger mera energi än solen från dess fotosfär vid en effektiv temperatur av ca 5 900 K. Stjärnan har undersökts för ett överskott av infraröd strålning, men något sådant upptäcktes ej.